# Jupânești, Gorj
Jupânești este satul de reședință al comunei cu același nume din județul Gorj, Oltenia, România. }}.
Jupânești este un sat situat în partea de est a județului Gorj. Este reședința comunei cu același nume.